# Petra Stienen
Catharina Petra Wilhelmina Johanna (Petra) Stienen (Roermond, 8 mei 1965) is een Nederlands politica, arabist en voormalig diplomaat. Van 2015 tot 2023 was ze voor D66 lid van de Eerste Kamer. Eerder was Stienen vooral bekend om haar optredens als commentator in nieuwsprogramma's over zaken in de Arabische wereld.

## Carrière
Stienen groeide op in de wijk Donderberg in Roermond en doorliep in die stad het Bisschoppelijk College Schöndeln. Zij studeerde Arabisch aan de Universiteit Leiden en Midden-Oostenstudies aan de School of Oriental and African Studies (SOAS) van de University of Londen. Tussen 1995 en 2004 werkte ze als diplomaat op de Nederlandse ambassade in achtereenvolgens Egypte en Syrië. Tijdens de protesten in de Arabische wereld in 2011 trad ze regelmatig op als commentator in nieuwsprogramma's als Pauw & Witteman. Hiervoor ontving ze op 24 februari 2012 de Vrouw in de Media Award 2011. in 2012 werd ook de Liesbeth van Dorsser Keusprijs aan haar toegekend. Sinds 9 juni 2015 is Stienen namens D66 lid van de Eerste Kamer der Staten-Generaal. In maart 2016 ontving Stienen de Aletta Jacobsprijs van de Rijksuniversiteit Groningen. Stienen heeft speciale aandacht voor mensenrechten en de positie van de vrouw in Arabische landen.
Stienen heeft een column in het feministisch tijdschrift Opzij en schrijft voor onder meer NRC Handelsblad en de Volkskrant. In april 2008 verscheen haar boek Dromen van een Arabische lente, in 2012 gevolgd door Het andere Arabische geluid. In de Vredesweek 2011 werd zij door IKV Pax Christi benoemd tot "staatssecretaris van Vrede" naast Jan Terlouw als "minister van Vrede". Stienen, die een dochter heeft, keert geregeld terug naar haar favoriete stad Caïro.

### Trivia
Op 26 januari 2012 was Stienen het hoofdonderwerp van het tv-programma Het mooiste meisje van de klas van de TROS.

## Publicaties
- Dromen van een Arabische lente. Een Nederlandse diplomate in het Midden-Oosten. Nieuw Amsterdam, Amsterdam, 2008. ISBN 9789046803202
- Het andere Arabische geluid. Een nieuwe toekomst voor het Midden-Oosten?. Nieuw Amsterdam, Amsterdam, 2012. ISBN 9789046812051
- Terug naar de Donderberg. Portret van een wereldwijk. Nieuw Amsterdam, Amsterdam, 2015. ISBN 9789046817636